# T-27
Ne doit pas être confondu avec T 27.
 (mars 2018).
Si vous disposez d'ouvrages ou d'articles de référence ou si vous connaissez des sites web de qualité traitant du thème abordé ici, merci de compléter l'article en donnant les références utiles à sa vérifiabilité et en les liant à la section « Notes et références ».
Le T-27 est une chenillette produite à partir de 1931 par l'U.R.S.S.. Sa conception est basée sur celle de la chenillette Carden-Loyd britannique, achetée au Royaume-Uni sous licence en 1930.

## Présentation
Après plusieurs tentatives, au cours des années 1920, pour produire une chenillette de conception nationale, qui ont donné successivement les chenillettes T-17 (en) et T-23 (en), le gouvernement soviétique décide d'acquérir la licence de production de la chenillette britannique Carden Loyd Mk. VI. Le véhicule est entièrement repensé par les ingénieurs de l'usine no 37 de Moscou. La motorisation est assurée par le moteur du camion GAZ-AA (copie par GAZ du camion américain Ford Model AA, produit sous licence), la caisse est agrandie et rendue étanche pour le passage à gué, fermée sur le dessus et le véhicule est désormais armé de série au moyen d'un mitrailleuse DT de 7,62 mm.
D'autres essais sont conduits par la suite pour augmenter la puissance de feu embarquée par le véhicule :
- une version avec un canon PS-1 Hotchkiss de 37 mm et une remorque pour l'emport des munitions,
- une version avec un canon KT de 76,2 mm, l'équipage devant alors être embarqué dans un deuxième véhicule,
- une version avec un canon sans recul Kurchevsky 76,2 mm.

Cependant le châssis est trop léger pour supporter de tels armements. La seule variante ayant connu une production de série est finalement la version lance-flammes.

## Engagements
La chenillette T-27 constitue le premier véhicule blindé disponible en grand nombre de l'Armée rouge. Elles forment jusqu'à soixante-cinq bataillons de cinquante chenillettes. Elle joue un rôle important au début des années 1930 dans la répression des révoltes en Asie centrale.
Par la suite son importance diminue et elle est reléguée à des missions secondaires, 2 157 de ces véhicules étaient cependant encore en service en janvier 1941 et ils participent à la lutte contre l'envahisseur allemand jusqu'à la bataille de Moscou durant l'hiver 1941. Certains exemplaires sont utilisés par les toutes nouvelles troupes aéroportées en cours de création au milieu des années trente, en étant aérotransportés sous le ventre de bombardiers Tupolev TB-3.